# Кузьмин, Леонид Алексеевич
Леонид Алексеевич Кузьмин — советский хозяйственный, государственный и политический деятель.

## Биография
Родился в 1915 году в Александрове. Член КПСС.
До 1941 — помощник машиниста паровоза, машинист, мастер производственного обучения в Александровском железнодорожном училище, мастер производственного обучения, директор ФЗУ при радиозаводе.
В 1941—1945 — директор ФЗУ в Петропавловске Казахской ССР, первый секретарь Центрального райкома КП(б) Казахстана города Петропавловска.
В 1945—1955 — партийный работник во Владимирской области, секретарь парткома Гусь-Хрустальненского стекольного завода.
В 1955—1958 — слушатель ВПШ при ЦК КПСС.
В 1958—1980 — главный редактор газеты «Призыв».
Делегат XXIII съезда КПСС.
Умер в 1981 году во Владимире.

## Награды
- Орден Трудового Красного Знамени
- Орден Красной Звезды
- Орден Знак Почёта (дважды)